# 콘래드 포이리에

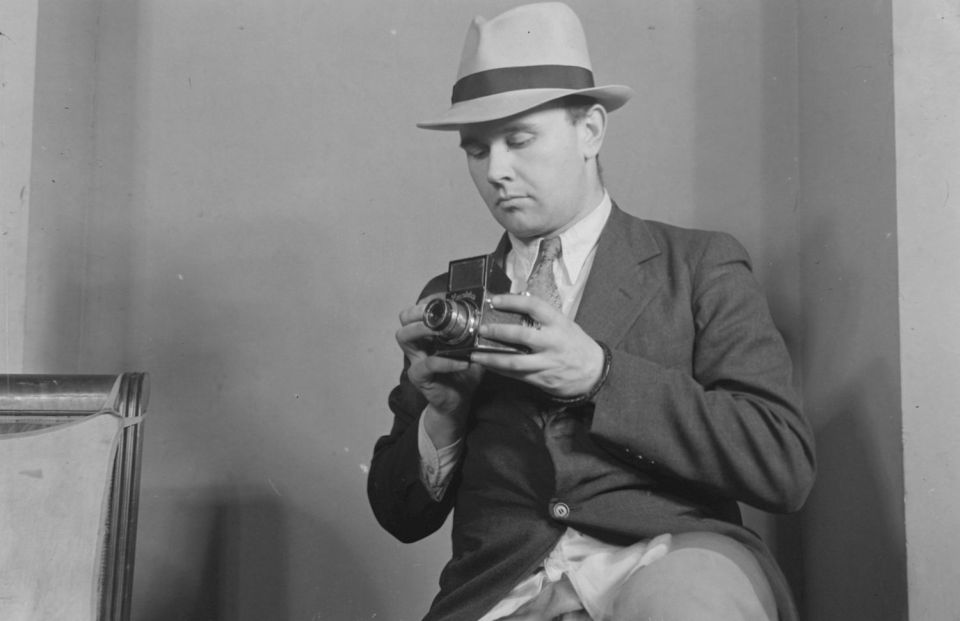
콘래드 포이리에

콘래드 포이리에(영어: Conrad Poirier, 1912년 7월 17일 ~ 1968년 1월 12일)는 퀘벡에서 포토 저널리즘의 선구자였던 퀘벡 사진작가였다.